# V comme vengeance (série télévisée)
Pour les articles homonymes, voir V comme vengeance.
V comme vengeance est une série télévisée policière française, composée de quatorze téléfilms indépendants et diffusée du 13 juin 1989 au 21 novembre 1992.

## Fiche technique
- Titre : V comme vengeance
- Réalisation : voir détail
- Scénario : voir détail
- Société de production : FR3
- Société de distribution : FR3
- Pays de production :   France
- Langue originale : français
- Format : couleur - 35 mm - 1,33:1 - son mono
- Genre : policier
- Nombre d'épisodes : 14
- Durée : 90 minutes
- Date de première diffusion : 13 juin 1989

## Liste des épisodes
1. Un amour tardif de Patrick Jamain, scénario de Jean-Louis Roncoroni, avec Roger Souza, diffusé le 13 juin 1989
2. L'Étrange Histoire d'Émilie Albert de Claude Boissol, scénario de Jacques Barozzi, Pierre Schoeller, Olivier Wahl et Jean-Louis Roncoroni, avec Françoise Arnoul, Bernard Fresson et Andréa Ferréol, diffusé le 20 juin 1989 ;
3. La Tendresse de l'araignée de Paul Vecchiali, scénario de Raphaël Delpard, Jean-Pierre Ferrière et Paul Vecchiali, avec Bernadette Lafont et Gérard Sandoz, diffusé le 16 octobre 1990 ;
4. Une table pour six de Gérard Vergez, scénario d'Yves Dangerfield et Gérard Vergez, avec Sabine Haudepin et Véronique Genest, diffusé le 23 octobre 1990 ;
5. Le Bonheur des autres de Charles Bitsch, scénario de Claude May et Marie-Dominique Moutiers, avec Claude Jade, Roger Miremont et Féodor Atkine, diffusé le 30 octobre 1990 ;
6. Au-delà de la vengeance de Renaud Saint-Pierre, scénario de Marie-Dominique Moutiers, avec Philippe Caroit et Vania Viliers, diffusé le 20 novembre 1990 ;
7. Vol d'enfant de Luc Béraud, scénario de Marie-Dominique Moutiers et Gilbert Tanugi, avec Claire Nebout, Luc Thuillier et Laure Killing, diffusé le 11 décembre 1990 ;
8. Plagiat et Meurtre de Bernard Queysanne, scénario de Richard Caron, Lucie Hogate et Jean Streff, avec Françoise Arnoul, Hubert Deschamps et Dominique Collignon-Maurin, diffusé le 22 janvier 1991 ;
9. Dérapages en blouses blanches ou les Limites du partage de Jean Hennin, scénario de Marie-Dominique Moutiers et Gilbert Tanugi, avec Marc de Busschère, Rafaèle Moutier et Thierry Nicolas, diffusé le 12 février 1991 ;
10. Le Billard écarlate de Bernard Queysanne, scénario de Marie-Dominique Moutiers, avec Ann-Gisel Glass, Paul Barge et  Hélène Vincent, diffusé le 21 mai 1991 ;
11. La Ville dans la forêt de Guy Jorré, scénario d'Alain Frank, avec Anny Romand et Jean-François Poron, diffusé le 14 janvier 1992 ;
12. Champ clos de Claude Faraldo, scénario de Mireille Lanteri, Pierre Boileau et Thomas Narcejac, avec Inge Meysel, Hildegard Knef et  Micheline Presle, diffusé le 2 juin 1992 ;
13. Suite en noir de Jean-Pierre Marchand, scénario de Jean-Pierre Marchand et Hélène de Monaghan, avec Yves Beneyton et Thierry Rey, diffusé le 24 octobre 1992 ;
14. Manipulations d'Andy Bausch, scénario de Dan Rogers, avec Gudrun Landgrebe, Hark Bohm, Otto Sander, Matthew Burton et Hark Bohm, diffusé le 21 novembre 1992.